# Блаженка Див'як
Блаженка Див'як (хорв. Blaženka Divjak, нар. 1 січня 1967, Вараждин, Хорватія) — хорватський політик, науковець, кандидат математичних наук, професор природничих наук. Міністр науки та освіти в першому уряді Андрея Пленковича. Безпартійна, обіймає посаду за квотою Хорватської народної партії.
Володіє англійською та німецькою мовою.
| політик | Це незавершена стаття про політичну діячку. Ви можете допомогти проєкту, виправивши або дописавши її. |

1. ↑  https://www.bib.irb.hr/33286
2. ↑  CONOR.Sl